# Lockheed L-9 Orion
Pour les articles homonymes, voir Orion.
Dimensions
Le Lockheed Orion modèle 9 est un avion monomoteur de transport de passagers construit en 1931 pour les compagnies aériennes commerciales. Il était le premier avion de ligne à avoir un train d'atterrissage escamotable et était plus rapide que tout autre avion militaire de l'époque. Ce fut la dernière conception monoplan en bois produite par la Lockheed Aircraft Corporation. Il a été conçu et construit par Richard A. Von Hake, par ailleurs Kelly Johnson, qui fait partie des célébrités du SR-71, était ingénieur d'essais en vol sur le projet.

## Conception
L'Orion est la dernière conception utilisant de nombreux éléments de conception identiques aux précédents.
Il a principalement utilisé tous les éléments de l'Altair, mais comprenait un poste de pilotage avant similaire à celui du Vega, ainsi que le carénage NACA introduit dans l'Air Express. Lockheed a utilisé le même moule de base de fuselage et d'aile pour toutes ces structures en bois (l'aile de l'Explorer était unique), d'où la grande similitude entre les deux.
L'Orion a aussi une cabine fermée pouvant accueillir six passagers. L'Orion a reçu son certificat de navigabilité le 6 mai 1931.
Gerard F. Vultee était l'ingénieur en chef de Lockheed en 1928 à 1931 et était impliqué dans la conception de tous les appareils de Lockheed de cette époque et a spécialement conçu le Lockheed Model 8 Sirius de Charles Lindbergh.

## Histoire opérationnelle
Bien qu'il ait été conçu pour le transport de passagers, sa vitesse en a fait un concurrent naturel pour les courses. Deux Orions, trois Altairs et un Vega ont participé à la première épreuve du trophée Bendix de 1931, dans une course qui ne comptait que neuf avions concurrents. Le 11 juillet 1935, Laura H. Ingalls (en) a décollé dans un Lockheed Orion, propulsé par un moteur Pratt & Whitney Wasp, de Floyd Bennett Field pour Burbank, en Californie, établissant un record Est-Ouest féminin. Deux mois plus tard, elle a volé de nouveau pour établir un record Ouest-Est.
Le premier Orion est entré en service à la Bowen Air Lines à Fort Worth, au Texas, en mai 1931.
Un grand nombre de kilomètres ont été effectués au service des compagnies aériennes en toute sécurité et les titres remportés par quelques pilotes expert en vitesse ont prouvé la conception avancée et la fiabilité de l'Orion. Cependant ceux qui ont été utilisés dans le transport aérien pour le transport de passagers ont vu leur durée de vie limitée. En 1934, la Civil Aeronautics Administration a rendu une décision interdisant l'utilisation d'avions monomoteurs pour le transport de passagers sur tous les grands réseaux. Il est également devenu obligatoire d'avoir un copilote, et donc un cockpit doté de deux sièges sur tous ces vols. Ces exigences ont mis fin à la carrière de l'Orion en compagnies aériennes. Ils ont ensuite été utilisés pour le transport du fret ou du courrier, ou vendus pour un usage privé et charter. Comme l'avion avait une construction en bois complexe et devait être renvoyé chez Lockheed à Burbank en Californie pour être réparé, il était souvent jeté après tout type d'accident grave. Au moins 12 Orions ont été achetés pour servir lors de la Guerre d'Espagne où ils furent détruits.
L'Orion Explorer était un 9E modifié. Il avait une aile endommagée remplacée par l'aile de l'Explorer 7 après un crash, et a été équipé d'un moteur Pratt & Whitney Wasp S3H1 de 600 ch (482 kW). Ils ont plus tard été équipés d'un train d'atterrissage fixe et de flotteurs.
Il a été utilisé par Wiley Post et Will Rogers pour une tentative de tour du monde, mais les deux hommes sont morts lorsque l'avion s'est écrasé en Alaska, le 15 août 1935.

## Les variantes
Orion 9
- 14 exemplaires construits, Pratt & Whitney Wasp A de 410 ch (306 kW) ou de Pratt & Whitney Wasp C de 420 ch (313 kW)

9A Orion spécial
- un avion avec moteur Pratt & Whitney Wasp SC de 450 ch (336 kW)

Orion 9B
- deux avions fournis à Swissair, moteur Wright R-1820-E de 575 ch (429 kW)

Orion 9C
- Altair rebaptisé DL-2A

Orion 9D
- 13 exemplaires construits

Orion 9E
- trois avions avec moteur Pratt & Whitney Wasp SC-1 de 450 ch (336 kW)

Orion 9F
- un avion d'affaires avec un moteur Wright R-1820-F2 de 645 ch (481 kW)

Orion 9F-1
- un avion d'affaires avec un moteur Wright SR-1820-F2 de 650 ch (485 kW)

UC-85
- un Orion 9D pour l'USAAF en juin 1942

Orion-Explorer
- modification d'un Orion 9E, moteur Pratt & Whitney Wasp S3H1 de 600 ch (482 kW)

## Survivants

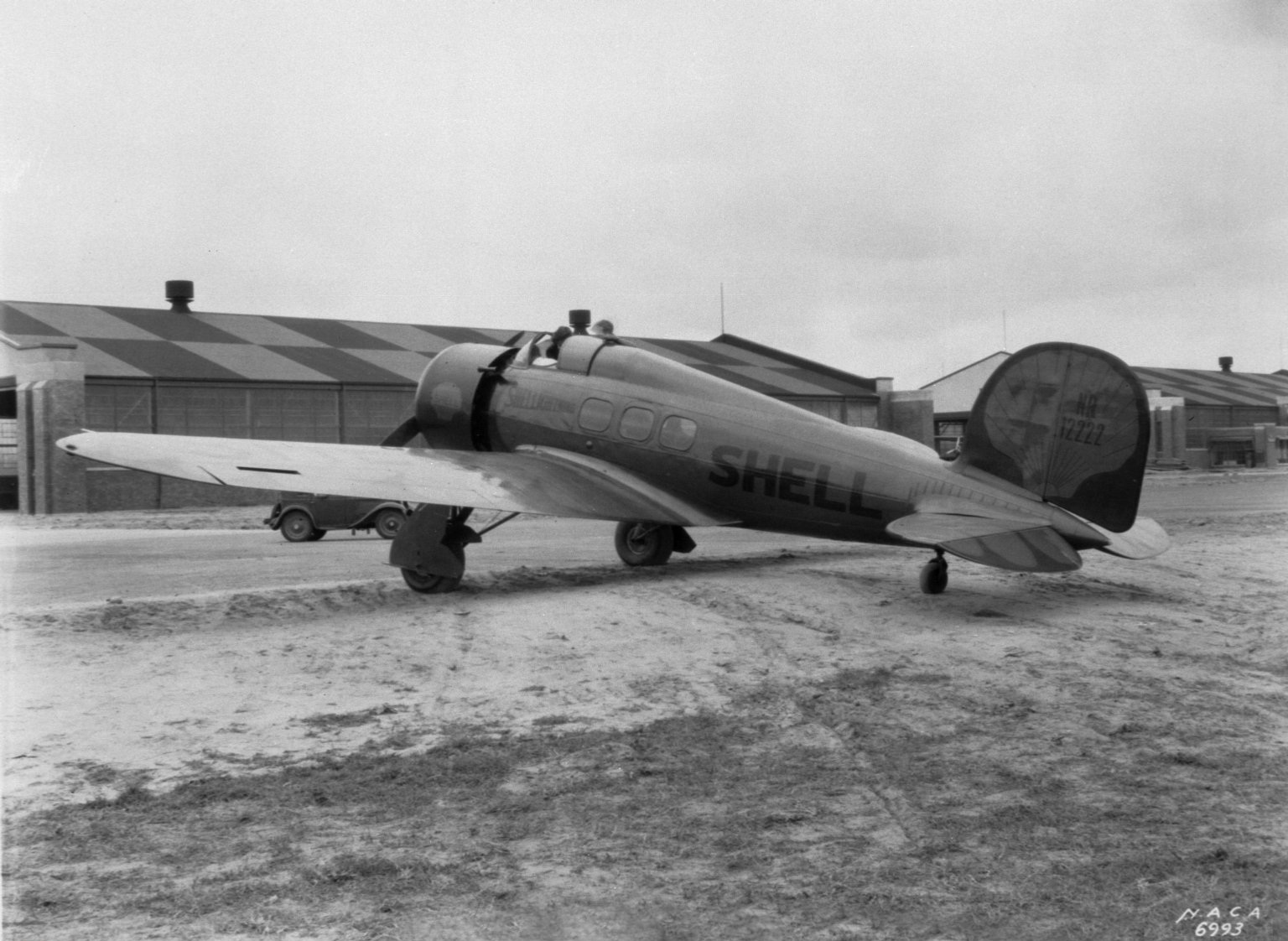
Un Lockheed L-9 Orion de la NACA

En tout, Lockheed a construit un total de 35 Orion coûtant 25 000 $ chaque. Le seul Orion restant a été construit à l'origine comme un Altair expérimental avec un fuselage en métal. Cet Altair (construit en 1931) a été endommagé lors d'un atterrissage sur le ventre à Columbus, Ohio, en 1933. Il a alors été retourné chez Lockheed où il a été converti en 1934 en Orion 9C par le concepteur original de l'Orion, Richard A. Von Hake, et d'autres qui ont travaillé gratuitement pendant une période de creux lorsque l'usine Lockheed allait à la faillite. Certains considèrent que puisque son fuselage, ses ailes et la queue sont identiques aux Orion de série, et qu'il a été reconstruit par le designer d'origine, il peut être considéré comme un 36e Orion et non pas une simple modification d'Altair.
Une fois reconstruit, il a été vendu à Shell Aviation Corp., peint en jaune-orange et rouge et nommé Shellightning. Il a été utilisé par le directeur de l'aviation de Shell, James H. Doolittle, pour ses déplacements et des vols d'exhibition. Jimmy Doolittle fait des centaines de voyages dans ce Lockheed, et l'appareil a été très présent lors de spectacles aériens, d'inaugurations d'aéroport, et des réunions d'affaires sur le territoire des trois sociétés Shell aux États-Unis. En 1936, Shellightning a de nouveau été impliqué dans un accident, à Saint-Louis, et a été remisé.
Deux ans plus tard, Paul Mantz se passionna pour la course aérienne en plus de ses vidéos aéronautiques. Il a acheté le Shellightning endommagé et l'a reconstruit au Parks Air College de St. Louis, avec un moteur Wright Cyclone plus puissant et d'autres améliorations visant à augmenter la vitesse. Il l'a repeint en rouge bordé de blanc et a piloté l'avion dans les courses Bendix en 1938 et 1939, arrivant en troisième position les deux fois.
En 1943, l'avion fut vendu et passa par plusieurs mains jusqu'à ce que Mantz le rachète en 1955. Il l'a conservé avant de le vendre à TallMantz Aviation, Inc en 1962. En 1964, l'avion était stationné en plein air sur l'aéroport d'Orange County, aujourd'hui aéroport John-Wayne, en livrée bleue et blanche d'American Airways. Puis dans les années 1960 il a été acheté par Swissair et a été remis en état de vol par la fameuse équipe de restauration Fokker. Il est maintenant exposé au Musée suisse des transports à Lucerne, en Suisse aux couleurs des Orions qui servirent chez Swissair.
On ne sait pas si d'autres Orion ont survécu après les années 1940, à part celui aujourd'hui en Suisse.

## Opérateurs
Espagne
- Forces aériennes de la République espagnole : deux Lockheed 9B Orion (s/n 189 et 190) vendus par Swissair en 1935/1936. La suite de leurs parcours est inconnue.

 États-Unis
- American Airways
- Air Express
- Bowen Air Lines
- Northwest Airways
- Transcontinental and Western Air
- United States Army Air Forces
- Varney Speed Lines
- Wyoming Air Service

 Suisse
- Swissair : deux Lockheed 9B Orion (CH-167 / HB-LAH s / n 189 et CH-168 / HB-LAJ s / n 190).

## Lockheed Orion 9 exposés
Un Lockheed 9C Orion construit en 1931 et ayant appartenu à la Swissair (CH-167) est exposé au Musée des Transports à Lucerne en Suisse.

### Développement lié
- Lockheed Vega
- Lockheed Air Express
- Lockheed Explorer
- Lockheed Sirius

### Aéronefs comparables
- Heinkel He 70